# 培根生菜番茄三明治
煙肉生菜番茄三文治（英語：Bacon, Lettuce, Tomato，簡稱BLT）是一種流行的現代三文治款式，與公司三文治同時約於1900年前後於英美出現。其由煙肉、生菜、番茄、蛋黃醬和麵包等五種基本食材所製成，亦可依個人喜好調整食材；例如，外層麵包可事先烘烤或改成漢堡等變體、蛋黃醬可以雞蛋等原料自製、更可自行添加額外肉類，自行斟酌調味。

## 歷史
雖然製作BLT的食材早已出現多年，但1900年前基本不見存於世。最早提及BLT的為英語家政書《1903 Good Housekeeping Everyday Cook Book》，當中記載了以煙肉、生菜、番茄、蛋黃醬及火雞肉製作的公司三文治食譜。1929年出版的《Seven Hundred Sandwiches》也有有培根三明治食譜，但以醃黃瓜代替番茄。
二戰後，隨著超級市場快速擴張，BLT的食材全年均可輕易於市場內取得，使其得以快速普及。「B.L.T.」很可能是由美國餐廳業者發明的簡稱，但在大眾之間流行起來的過程則不甚清楚。例如：1951年版的《Saturday Evening Post》雖然沒有使用簡稱，但提到這樣的三明治，描述如下：「餐盤上始終是一碗湯、一份培根吐司三明治、生菜和番茄，還有巧克力奶昔。」
一本1954年發行的《Modern Hospital》建議的餐點有：「豆子湯、烤培根生菜番茄三明治、酸黃瓜、香蕉凍沙拉、奶油醬汁以及磅蛋糕。」1958年， Hellmann's美乃滋以「培根生菜加番茄三明治的傳統」的口號作為廣告，顯示這種三明治組合已經出現了。還有很多資料顯示「BLT」這縮寫在1970年早期已經出現了，一份探討Bruce Jay Friedman劇作《Steambath》的文章標題是：「給天神一份B.L.T.，別放美乃滋」取自劇中天神大喊的台詞：「送上培根生菜番茄三明治，別放美乃滋。要是你把吐司烤焦了，我就用我可怕的快劍殺了你。」簡稱與全名共存的情況，顯示當時正是簡稱越來越普及的時期。

## 製作

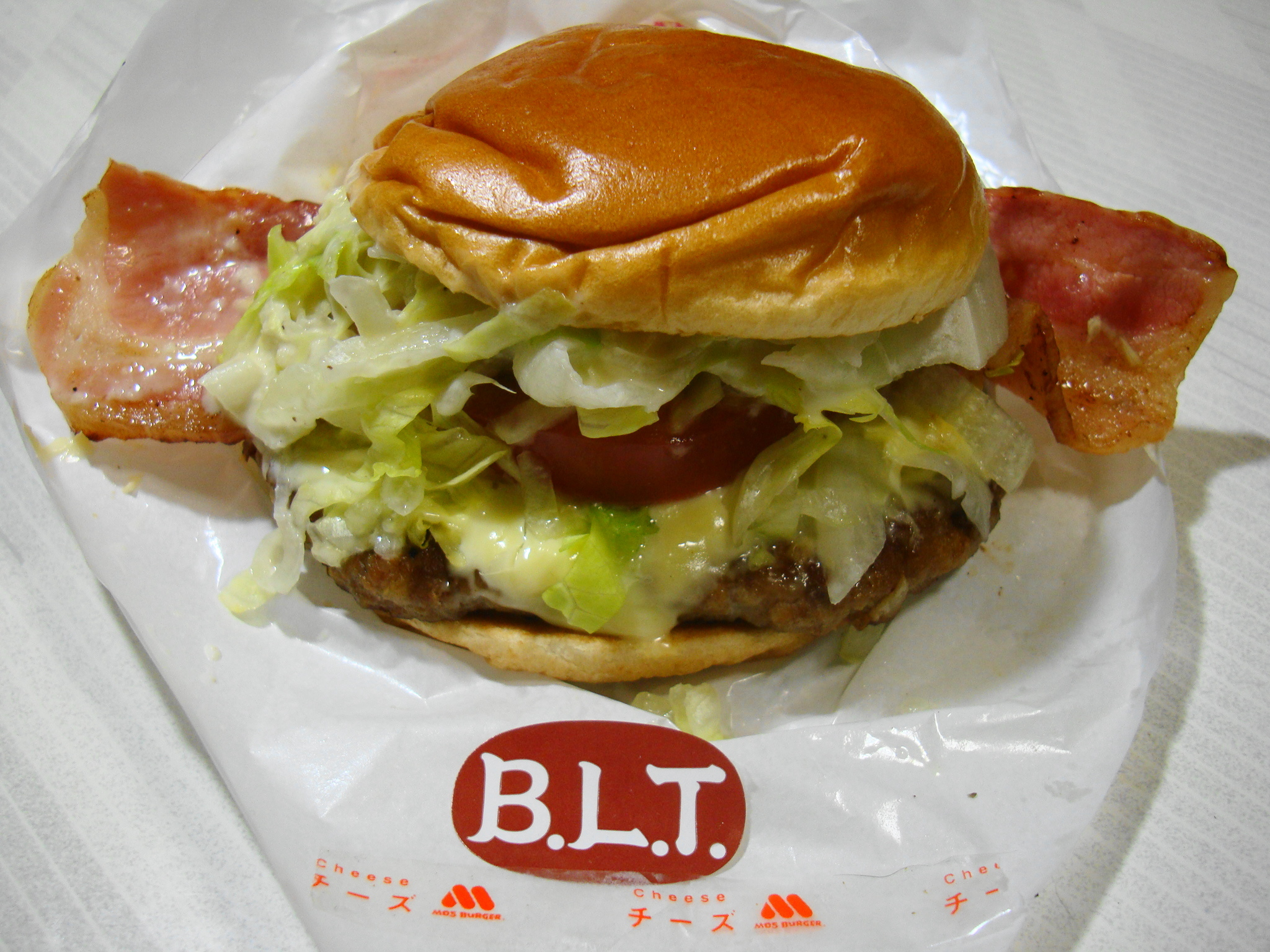
摩斯漢堡的煙肉生菜番茄漢堡

BLT可有多種不同變化，但基本食材仍不離煙肉、生菜、番茄、蛋黃醬、麵包等五項。食材的質量取決於個人喜好。培根可以煎得焦脆也可以軟嫩，但由於培根可以帶出其它風味，廚師們建議選用品質較好的肉；主廚愛德華‧李（Edward Lee）更特別強調：「用普通超市賣的培根做的三明治不會好吃」。
萵苣是常用的生菜，因為它味道不重，又有清脆口感。食物作家愛德‧李文（Ed Levine）認為生菜根本是「多餘的」，完全不需要加，「MSNBC」的生活風格編輯瓊‧邦內（Jon Bonné）則對上述想法表示「震驚」。《The BLT Cookbook》的作者麥可‧安納‧喬登（Michele Anna Jordan）則認為番茄是關鍵材料，並且推薦使用牛排番茄，因為牛排番茄果肉最多、種子較少。
BLT有時會添加美乃滋等醬料，亦可依個人喜好調整麵包種類，如白麵包、全麥、吐司甚至漢堡等變體。

## 變體
BLT由公司三文治所變體而來，雙層三明治的其中一層就是BLT；另一層則多是各種肉片，常用雞肉或火雞肉。
BLT同時亦可解構成別的型態；例如：愛德納‧路易斯（Edna Lewis）與史考特‧皮卡克（Scott Peacock）在《The Gift of Southern Cooking》發明的培根生菜番茄沙拉（BLT salad），他們將食材切成一英吋（25釐米）的小塊，再沾裹上美乃滋。紐約時報作家茱莉亞‧里德稱這種變化版是：「更加完美的BLT」。
素食者可以用丹貝替代培根。這種三明治就稱TLT（丹貝、生菜及番茄）或者也可以改用素培根。

## 健康
BLT常因高脂高鈉為人詬病；因此，英國咖啡連鎖店等業者便致力於改善其配方，塑造一種低鈉低脂、健康的新煙肉生菜番茄三文治。培根生菜番茄三明治的鈉與脂肪含量都很高，因此英國連鎖咖啡店致力於減少鹽分及脂肪。低脂的美乃滋配低鹽麵包和減脂培根也因應而生。2009年，英國的七大咖啡連鎖店共同對消費者承諾，以類似的替代食材達成減鹽減脂目標。也有更顯而易見的方法：用火雞肉培根代替一般培根。